# Emil Dima
Emil Dima (Cristian, 22 febbraio 1997) è un ciclista su strada rumeno che corre per il team Sofer-Savini Due-Omz.

## Palmarès

### Strada
- 2015 (Juniores, due vittorie)

Campionati rumeni, Prova a cronometro Junior
Campionati rumeni, Prova in linea Junior
- 2016 (Tusnad Cycling Team, una vittoria)

Campionati rumeni, Prova a cronometro Under-23
- 2017 (Dilettanti, una vittoria)

Campionati rumeni, Prova in linea Under-23
- 2018 (MsTina-Focus, due vittorie)

Campionati rumeni, Prova a cronometro Under-23
Campionati rumeni, Prova in linea Under-23
- 2019 (Giotti Victoria-Palomar, una vittoria)

Campionati rumeni, Prova a cronometro Under-23
- 2021 (Giotti Victoria-Savini Due, una vittoria)

3ª tappa Turul României (Sibiu > Poiana Mărului)
- 2022 (Giotti Victoria-Savini Due, una vittoria)

Campionati rumeni, Prova in linea Elite
- 2024 (una vittoria)

Campionati rumeni, Prova a cronometro Elite

#### Altri successi
- 2021 (Giotti Victoria-Savini Due)

Classifica scalatori Tour of Szeklerland

## Piazzamenti

### Competizioni mondiali
- Campionati del mondo

Ponferrada 2014 - Cronometro Junior: 60º
Ponferrada 2014 - In linea Junior: 107º
Innsbruck 2018 - In linea Under-23: ritirato
Yorkshire 2019 - Cronometro Under-23: 52º
Yorkshire 2019 - In linea Under-23: ritirato

### Competizioni europee
- Campionati europei

Herning 2017 - In linea Under-23: 136º
Zlin 2018 - In linea Under-23:  ritirato
Plouay 2020 - Cronometro Elite: 25º
Plouay 2020 - In linea Elite: 74º
Trento 2021 - In linea Elite:  ritirato